# Křinečtí z Ronova
Křinečtí z Ronova (německy Krzineczky von Ronow und Biberstein) byli starý český panský rod patřící do rozrodu severočeských Ronovců. V pobělohorské době emigrovali do Saska. Od roku 1670, kdy získali titul říšských hrabat, používali predikát z Ronova a Biberštejna.

## Dějiny rodu

### Působení v Čechách
Podle Augusta Sedláčka není jisté, zda byli Křinečtí z Ronova potomci vedlejší větve Ronovců, která odvozuje svůj původ od Častolova z Ronova a hradu Ronov nad Sázavou, tedy pánů z Ronova a Přibyslavi, nebo jiných pánů erbu ostrve, kteří se koncem 14. století oddělili od pánů z Klinštejna, drželi Vožici a používali rovněž predikát z Ronova (snad podle Ronova u Žitavy).
Prvním, kdo užíval přízvisko Křinecký, byl Jan Křinecký z Ronova, který získal kolem roku 1470 panství Křinec, zřejmě zničené a vypálené, a postavil hrad Kuncberk. Mezi jeho panství patřily také Dymokury a několik klášterních vesnic (patrně Jeseník, kdysi patřící královské kapitule na Vyšehradě, později křižovníkům od Karlova Mostu). Dále panství Sovenice a Bošín (dříve dominikánů z Nymburka). Jeho manželka Magdalena (patrně rozená Rožďalovská) mu přinesla panství Rožďalovice. Zemřel po roce 1487.
Bývá uváděno, že Křinečtí byli příbuzní s králem Jiřím z Poděbrad. Jan Křinecký, který byl Jiřím z Poděbrad v roce 1463 doporučen do úřadu rychtáře na Starém městě v Praze, je někdy zmiňován jako manžel Jiříkovy sestry Elišky (Alžběty) nebo jako manžel jeho dcery Barbory. Jistou spřízněnost či alespoň sympatie naznačují jména Janových synů Jiří a Viktorín. Od nich se odvozují hlavní pošlosti Křineckých.
Jiří Křinecký zdědil Kuncberk, Viktorín panství Dymokury. Křinečtí z kuncberské větve později rozšířili své panství o Ledce, Loučeň, Libeř a Jilemnici. Z nich byl nejvýznamnější Vilém Křinecký, který se angažoval ve stavovském povstání v roce 1547; po jeho porážce byl odsouzen ke ztrátě cti, hrdla i statků, ale uprchl do Pruska, kde horlivě působil pro Jednotu bratrskou. Křinečtí z dymokurské větve drželi mimo jiné Rožďalovice a Dětenice a postavili hrad Nový Ronov. Jan Albrecht, zvaný starší, působil jako hejtman bechyňského kraje a při stavovském povstání v roce 1618 byl zvolen za jednoho z komisařů. Po Bílé hoře byla rodina byla odsouzena ke ztrátě majetku, Jan Albrecht krátce nato zemřel. Jeho syn, zvaný Jan Albrecht mladší, který zastával v letech 1614–1615 úřad rektora Karlovy univerzity, žil až do své smrti v roce 1637 na Skalách, statku své manželky Beaty Bohdanecké z Hodkova. Poté se jeho rodina (vdova a dva synové) vystěhovala z Čech.

### Exil a pokračování rodu v Sasku
Po emigraci našli Křinečtí jako nekatolíci nový domov v Sasku. Víra pro ně byla důležitá: Bohuslav Křinecký přeložil z němčiny Historii království Kristova, Jan Albrecht mladší Věrné a upřímné napomenutí, abychom se náboženství papeženského vystříhali atd. V roce 1632 své překlady v Drážďanech vydali tiskem.
Jiří Křinecký s rodinou emigroval z Jičínska v roce 1628. Měl dobré vztahy ke korunnímu princi a patřil k nejvlivnějším osobám mezi českými exulanty v Drážďanech, kde se (podle seznamu z roku 1628) zdržovalo 26 šlechtických rodin. Přesto se mu, ani s podporou Jana Jiřího I. Saského, nepodařilo získat zákonné peněžité náhrady za pohledávky a majetek v Čechách. Zemřel v roce 1646 v Drážďanech a ve svém testamentu své jediné dceři kladl na srdce, aby žila v bázni Boží. Jeho dcera zemřela dříve než manželka-vdova, kterou byla Žofie, rozená Lukavecká z Lukavce. Žofie zemřela v roce 1659 v Praze, kde si vyřizovala majetkové nároky. Drážďanskému sboru českých exulantů odkázala ve své závěti tisíc kop míšeňských grošů.
Jan Albrecht Hovora, syn Jana Albrechta mladšího, byl saským kurfiřtským komorníkem a vyslancem u císařského dvora ve Vídni. V roce 1670 dosáhl povýšení na říšského hraběte. Protože jeho manželkou byla Eliška z Biberštejna a v roce 1667 Biberštejnové v mužské linii vymřeli, používali Křinečtí od roku 1670 titul hrabata z Ronova a Biberštejna. V dalších generacích se někteří z Křineckých věnovali vojenskému řemeslu. Rod vymřel po meči roku 1892 smrtí hraběte Jana Fridricha Rudolfa.

## Erb
Jako všichni Ronovci měli Křinečtí z Ronova za základ erbu ostrev (černou na zlatém štítu). Po roce 1670 používali čtvrcený erb Biberštejnů (se stříbrným jelenem v 1. zeleném poli, červeným parohem ve 2. zlatém poli, třemi černými kosami ve 3. červeném poli a stříbrným kamzíkem ve 4. modrém poli) se středovým štítem s rodovou ostrví. Erb doplňovala hraběcí koruna a tři korunované přilby: obrněná paže s mečem se zlato-černými přikryvadly, kapr na zlatém polštáři s pěti pavími pery a paroh s červeno-stříbrnými přikryvadly.

## Příbuzní
Přibuzensky byli Křinečtí z Ronova spjati s Kolovraty, Vartenberky, Smiřickými ze Smiřic, Šliky, Haranty z Polžic, Valdštejny, Šternberky, Žerotíny, Biberštejny, Kostky z Postupic, Doníny a dalšími rody.